# 1988년 흑해 충돌 사건
1988년 흑해 충돌 사건은 냉전 시기인 1988년 2월 12일 미국 순양함 USS 요크타운이 흑해에 있는 소련 영해를 통해 무해 통항 권리를 행사하려고 시도했을 때 발생한 충돌 사건이다. 순양함은 요크타운함을 공해로 밀어내려는 소련 호위함 베자베트니함에게 부딪혔다. 이 사건엔 요크타운함과 함께 항해하며 무해 통항 권리를 주장하던 구축함 USS 캐런도 같이 있었는데 이 구축함은 고의적으로 다가간 소련 미르카급 호위함 SKR-6에게 측면을 부딪혔다. 요크타운함은 선체에 경미한 손상을 입었지만 구멍이 뚫리거나 침수될 위험은 없었다고 보고했다. 캐런함은 손상을 입지 않았다.
당시 소련은 영해 내에서 군함의 무해 통항 권리를 지정된 해상 교통로에서만 인정했다. 미국은 연안국이 군함 통항을 해상 교통로로만 제한하는 것은 법적 근거가 없다고 믿었다. 이후 미국 국무부는 해양법에 관한 유엔 협약 제22조 제1항의 러시아어 원문은 연안국이 필요할 때 무해 통항 권리를 규제할 수 있도록 허용하는 반면, 영어 원문은 그런 내용이 없단 것을 발견했다. 이 사건 이후 소련은 소련 영해 내 무해 통항 문제를 해결하는 데 동의했다.

## 배경
1979년 미국은 "국제법에 따라 모든 국가에게 보장된 항행 및 상공 비행의 권리와 자유"를 증진하기 위한 비공식 프로그램을 시작했다. 미국 정부는 일부 국가가 전통적인 주장을 넘어선 관할권 경계를 주장하기 시작했기 때문에 프로그램을 시작했다고 밝혔다. 미국은 이런 주장을 중단하기를 원했지만 외교적 항의가 효과적이지 않다 보였다고 말했다. 만약 특정국의 분쟁 지역에서 선박과 항공기를 운항하는 것을 그냥 피하면 새로운 국제관습법이 생길 수 있었고, 미국은 이것을 바람직하지 않게 여겼다.
1980년대 미국 군함은 "국기 게양"을 하고 연안국에서 무해 통항 권리를 주장하기 위해 지중해에서 흑해로 이어지는 해협을 연간 두세 번 통과했다. 자유 통항 권리 외에도 흑해에서의 미국 해군 활동은 1936년 해협의 체제에 관한 몽트뢰 협약에 따른 미국의 권리를 지지하는 목적의 작전을 수행했다. 미국 정부 관계자에 따르면 "다르다넬스 해협과 보스포루스 해협은" 그 협약에 따라 "국제 수로에 해당하며", "만약 주기적으로 권리를 재확인하지 않으면 잃어버려 되살리기 어렵다는 것을 알게 된다"고 했다.
한편, 1983년 소련 각료회의에서 제정된 "소련 영해 및 내수와 항만에서의 외국 군함 항해 및 체류 규칙"은 발트해, 오호츠크해, 동해의 소련 영해 제한 구역에서만 외국 군함의 무해 통항 권리를 인정했다. 흑해에는 무해 통항을 위한 해상 교통로가 지정되지 않았다. 소련 선박과 항공기는 흑해에 미국 군함의 움직임을 관찰할 목적으로 매번 파견되었다.
흑해에서 요크타운함과 캐런함도 연루되어 발생했던 1986년 사건 이후 같은 해 말에 소련 국방회의가 개최되었다. 회의에서 소련 해군 총사령관 블라디미르 체르나빈은 미하일 고르바초프 국방장관, 세르게이 소콜로프 외무장관, 에두아르드 셰바르드나제 및 다른 고위 관리들에게 수역에 침입하는 외국 군함은 충돌을 포함한 여러 수단으로 소련 해역에서 쫓아내면 된다고 제안했다.

## 사건
1988년 2월 12일, 타이콘데로가급 순양함 USS 요크타운과 스프루언스급 구축함 USS 캐런은 흑해에서 무해 통항 훈련을 실시했다. 캐런함은 소련 해안에서 7.5 mi (12.1 km) 떨어진 곳을 통과했고, 요크타운함은 해안에서 10.3 mi (16.6 km) 떨어진 곳으로 이동했다. 흑해 함대 사령관 미하일 흐로노풀로는 체르나빈으로부터 미국 군함의 통항을 막으라는 명령을 받았다. 처음에는 구축함 크라스니캅카스가 이들과 대치하는 임무를 맡았지만 기술적인 문제가 발생해 대신 크리박급 호위함 베자베트니함이 파견되었다. 그러나 베자베트니함의 함장인 블라디미르 보그다신 대위에 따르면 자신의 배에는 미사일이 4발 대신 2발이 있었고 함선 길이도 요크타운함 크기의 절반이며, 배수량으로는 3분의 1에 불과했다고 말했다. 아나톨리 페트로프 대위가 지휘하는 소련 호위함 SKR-6은 USS 캐런함 크기의 약 4분의 1이었다.
먼저 캐런함에 호위함 SKR-6이 접근했고, 3분 후 요크타운함에 호위함 베자베트니함이 접근했으며, 그동안 투폴레프 Tu-16 폭격기가 함선의 움직임을 감시했다. 미국 군함이 소련 영해의 한 모퉁이를 지날 때 양 측 함선이 부딪혔다. 현지 시간 오전 10시 2분, 해안에서 북위 44° 15.2′  동경 33° 35.4′  / 북위 44.2533°  동경 33.5900° , 10.5 해리 (19.4 km; 12.1 mi) 떨어진 곳에서 SKR-6이 캐런함의 좌현 선미, 선수에서 약 60 피트 (18 m) 떨어진 프레임에 부딪혔다. 캐런함은 페인트가 긁히는 경미한 손상을 입었으며 인명 피해는 없었다. 베자베트니함은 요크타운함을 부딪힌 후 기지로 복귀했다.
두 미국 군함은 사건 후에도 일정한 경로를 유지했다. 캐런함은 현지 시간 오전 11시 50분에 추가 충돌 사건 없이 소련 영해를 떠났다.
두 미국 군함은 사건이 발생했음을 주유럽 미 해군 사령부 사령관 제임스 B. 뷰시 제독에게 보고했다. 캐런함은 현지 시간 13시 20분에 VHF 채널 16에서 베자베트니함으로부터 "소련 선박은 영해 침범을 막으라는 명령을 받았다. 극단적인 조치로는 우리 함선 중 하나로 당신 함선을 타격하는 방법이 있다."라는 통보를 받았다고 보고했다. 캐런함의 대답은 "나는 국제법에 따른 무해 통항을 하고 있다."였다. 요크타운함은 보고서에서 현지 시간 9시 56분에 채널 16을 통해 베자베트니함으로부터 연락을 받아 소련 영해를 떠나지 않을 경우 "우리 배가 당신 배를 타격할 것이다."라는 말을 들었다고 밝혔다. 그런 다음, 보고서에 따르면, 베자베트니함이 10시 3분에 요크타운함의 좌현에 접근하여 배를 향해 방향을 틀어 부딪혔다.
충돌로 베자베트니함의 우현 앵커가 찢어졌다. 베자베트니함의 함수가 좌현 선미를 지나가면서 요크타운함에 장착된 두 개의 하푼 미사일 캐니스터가 손상을 입었다. 이후 베자베트니함은 좌현 방향으로 이탈하여 요크타운함의 좌현 횡단에서 300 yd (270 m) 떨어진 곳에 자리 잡았다. 베자베트니함은 경미한 수리가 필요했다.

## 반응
소련 국방부는 미국 군함이 "소련 경비정의 경고 신호"를 무시하고 "소련 해역에서 위험한 기동"을 했다고 비난하는 성명을 발표했다. 이 사건은 미국 정부의 외교적 항의도 불러일으켰다.
곧이어 양국 간에 무해 통항 문제가 해결되었고, 각 국가가 영해를 통항할 권리를 인정하는 무해 통항 규칙의 통일적 적용에 대한 미국-소련 공동 성명이 발표되었다.

## 같이 보기
- 1986년 흑해 사건
- 2003년 투즐라섬 분쟁
- 2018년 케르치 해협 사건
- 2021년 흑해 사건

## 참고 문헌
- Kraska, James; Pedrozo, Raul (2013). 《International Maritime Security Law》. Martinus Nijhoff Publishers. ISBN 978-9004233577.